# Mickaël Pichon
Mickaël Pichon (Le Mans, 13 febbraio 1976) è un pilota motociclistico francese ritiratosi dall'attività agonisitica.

## Carriera
Dopo un inizio di carriera nel motocross in Europa, dove diventa più volte campione di Francia nella categoria Elite e soprattutto in Supercross, espatria negli Stati Uniti d'America sulle tracce di Jean-Michel Bayle, diventato due volte campione statunitense di Supercross 125 cm³ nel 1995 e nel 1996. È poi passato nella categoria regina, il Supercross US 250 cm³.
Durante la stagione 1999, torna in Europa e partecipa al Campionato mondiale di motocross 250 in seno al team Suzuki. Nella stagione seguente combatte un estenuante duello col connazionale Frédéric Bolley e finisce vicecampione a causa di un infortunio alla spalla nell'ultima fase del campionato. L'anno successivo, comunque, arriva il suo grande successo, il titolo di campione del mondo, confermato nel 2002 (in cui vince tutti i Gran Premi tranne uno) e gli internazionali di Motocross.
Nel 2003, con uno Stefan Everts dominatore, non riesce a difendere il suo titolo, nonostante si aggiudichi i primi tre GP stagionali, per poi terminare in anticipo la stagione a causa di un infortunio al ginocchio. L'anno successivo passa alla Honda, ma viene nuovamente battuto da Everts nel Campionato del Mondo MX1 (ex 250); peggio va nel 2005, in cui salta alcuni Gran Premi per problemi fisici (in realtà ci sono grossi dissapori all'interno del team) e comincia a manifestare l'intenzione di ritirarsi. Nel 2006 Mickael si accorda con KTM ed entra nella squadra ufficiale insieme al connazionale Sébastien Tortelli; dopo una sola, deludente gara, però, annuncia il suo disimpegno dalle competizioni a tempo pieno per mancanza di motivazioni. Dopo i successi nel mondiale, ha gareggiato per qualche stagione, con discreto successo, nei campionati americani di motocross.
Partecipa inoltre al campionato francese sia di enduro che di motocross, sempre su KTM, e corre occasionalmente qualche gara internazionale di supermoto.

## Palmarès
| Mondiali motocross |      |                             |
| Argento            | 2000 | Mondiale classe 250         |
| Oro                | 2001 | Mondiale classe 250         |
| Oro                | 2002 | Mondiale classe 250         |
| Bronzo             | 2003 | Mondiale classe MotocrossGP |
| Argento            | 2004 | Mondiale classe MX1         |

## Altri risultati
- Campionati del Mondo
  - Vicecampione del mondo di motocross MX1 nel 2004
  - Vicecampione del mondo di motocross 250 cm³ nel 2000
- Supercross US
  - Campione di Supercross US nel 1996 e nel 1995 nella classe 125 cm³ (East Coast) su Kawasaki Pro-Circuit
- Altre competizioni
  - Sei volte campione di Francia (3 Elite, 3 Supercross)
  - Supercross di Paris Bercy nel 2000
- Enduro
  - Una gara vinta nel Mondiale (Uzerche 2008, 1ºgiorno, KTM, classe E2)